# Dizdar

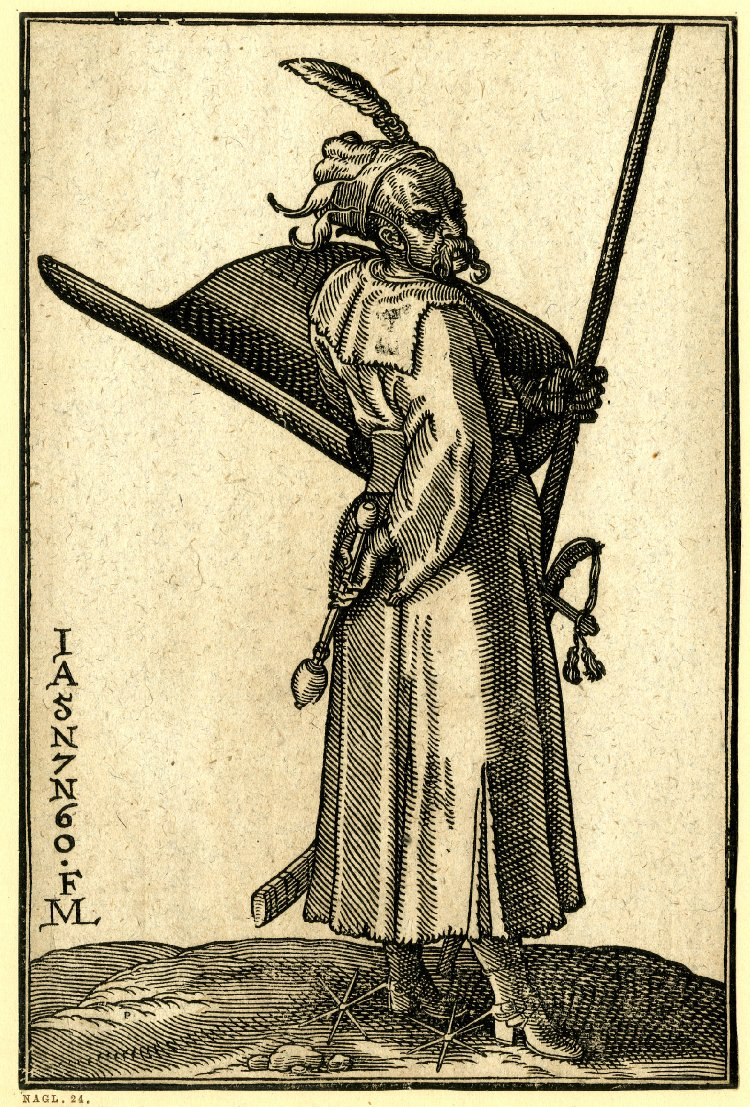
Turecký dizdar, vyobrazení z 16. století

Dizdar (persky: دزدار) byl titul používaný v Osmanské říši pro palácové dozorce nebo tvrzového velitele, který byl pověřen velením vojáků, aby tvrz mohla správně fungovat.
Slovo je perského původu a doslova znamená vrátný, gardista či kastelán. Tento titul vznikl poté, co Osmané více poznali západní svět, Evropu.
Dizdar měl na starost vojenské jednotky na tvrzích, ale často se staral i o celou osadu (vesnici či město) a vše kolem, jelikož k tvrzím náležely i pozemky, které bylo nutné ochraňovat před útoky.
Jako velící osoba měl Dizdar i svého zástupce, nazývaného kâhya a jeho podřízenými byli kapitáni, sandžak-bejové a další vojenské jednotky.
V roce 1835 zrušila Osmanská říše funkci kapitána a zrušen tak byl i titul Dizdara.